# Sisavang Vatthana
Sisavang Vatthana (Lao: ເຈົ້າສີສະຫວ່າງວັດທະນາ) o a veces Savang Vatthana (nombre completo Samdach Brhat Chao Mavattaha Sri Vitha Lan Xang Hom Khao Phra Rajanachakra Lao Parama Sidha Khattiya Suriya Varman Brhat Maha Sri Savangsa Vadhana) (13 de noviembre de 1907 – 13 de mayo de (?)1978; o quizás años después en 1984) fue el último rey del Reino de Laos. Gobernó de 1959 después de la muerte de su padre hasta su forzada abdicación en 1975. Savang Vatthana mostró su incapacidad de dirigir el país tras la inestabilidad política. Su gobierno acabó con la toma del poder por el Pathet Lao en 1975, después de que él y su familia fueron enviados a un campamento de re-educación por el nuevo gobierno.

## Primeros años
Nació el 13 de noviembre de 1907 en el Palacio real de Luang Prabang, hijo del rey Sisavang Vong y la reina Kham-Oun I.  Fue el segundo de cinco hijos, sus hermanos fueron la princesa Sammathi, el príncipe Sayasack, el príncipe Souphantharangsri y la princesa mayor Khampheng. Fue también un primo distante del príncipe Souvanna Phouma y del príncipe Souphanouvong. A la edad de 10 años, Savang fue enviado a estudiar en Francia. Asistió a una escuela secundaria en Montpellier, obtuvo un título en la Escuela libre de Ciencias políticas de París (ahora llamado Instituto de Estudios Políticos de París), donde los diplomáticos franceses fueron entrenados. Después de graduarse de la escuela, el joven heredero continuó sus estudios en Francia. Después de una década fuera del país,  regresó y ya no podía hablar Lao, y tuvo que ser instruido por un funcionario de palacio por varios años.
El 7 de agosto de 1930,  se casó con la reina Khamphoui y tuvieron cinco hijos, el príncipe heredero Vong Savang, el príncipe Sisavang Savang, el príncipe Sauryavong Savang, la princesa Savivanh Savang, y la princesa Thala Savang. Como otras familias reales asiáticas, jugaban tenis, y les gustaban asistir a importantes torneos en sus viajes en el extranjero. Fue también un budista devoto y se convirtió en una autoridad en el sangkha.

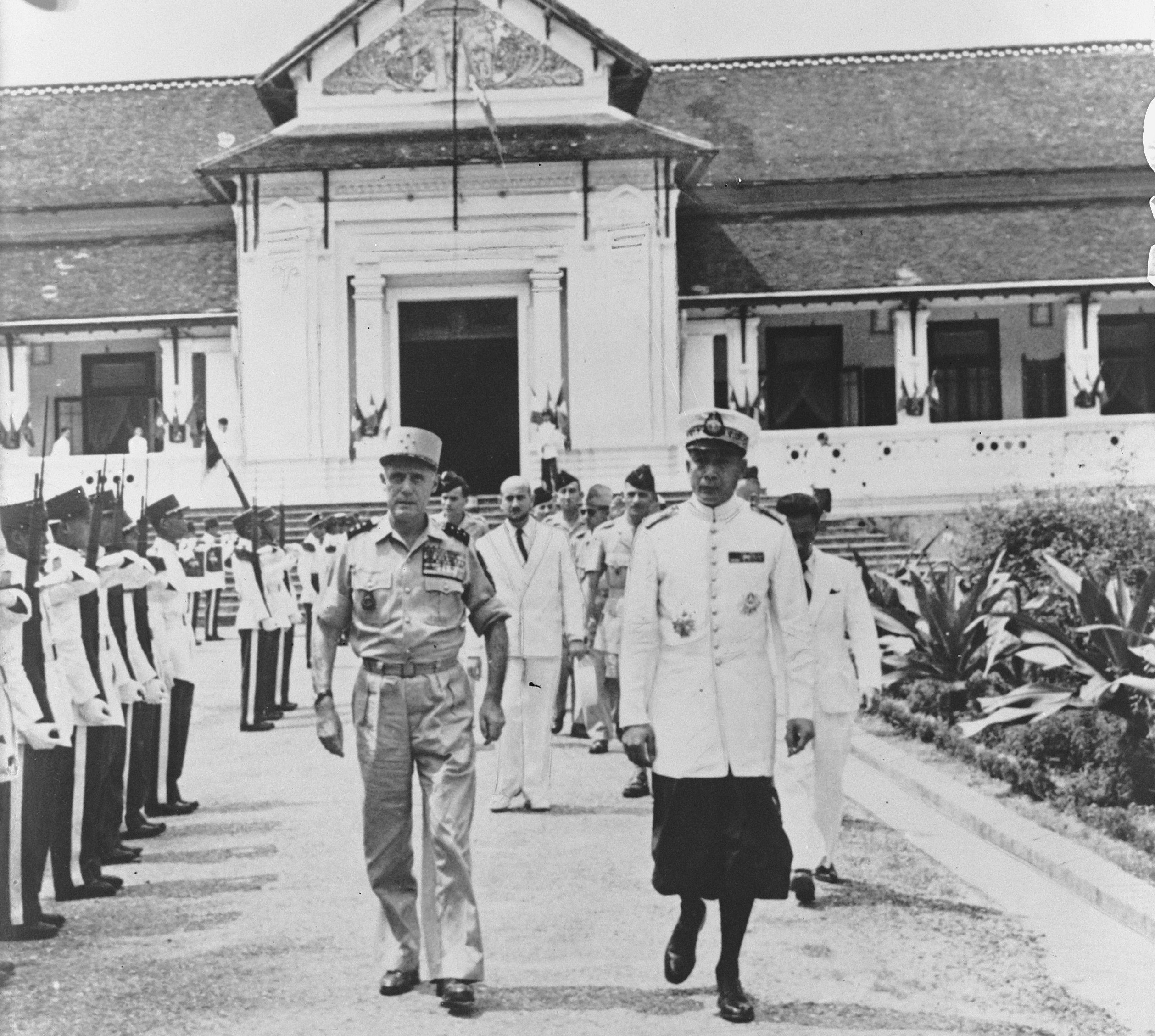
El general francés Raoul Salan y el príncipe Savang en Luang Prabang, 4 de mayo de 1953.

Durante la Segunda Guerra Mundial, representó a su padre con las fuerzas japonesas. Su padre lo envió a la sede japonesa en Saigón, donde protestó sobre las acciones japonesas, cuándo invadieron Laos y les forzó a declarar la independencia de Francia.

## Rey de Laos

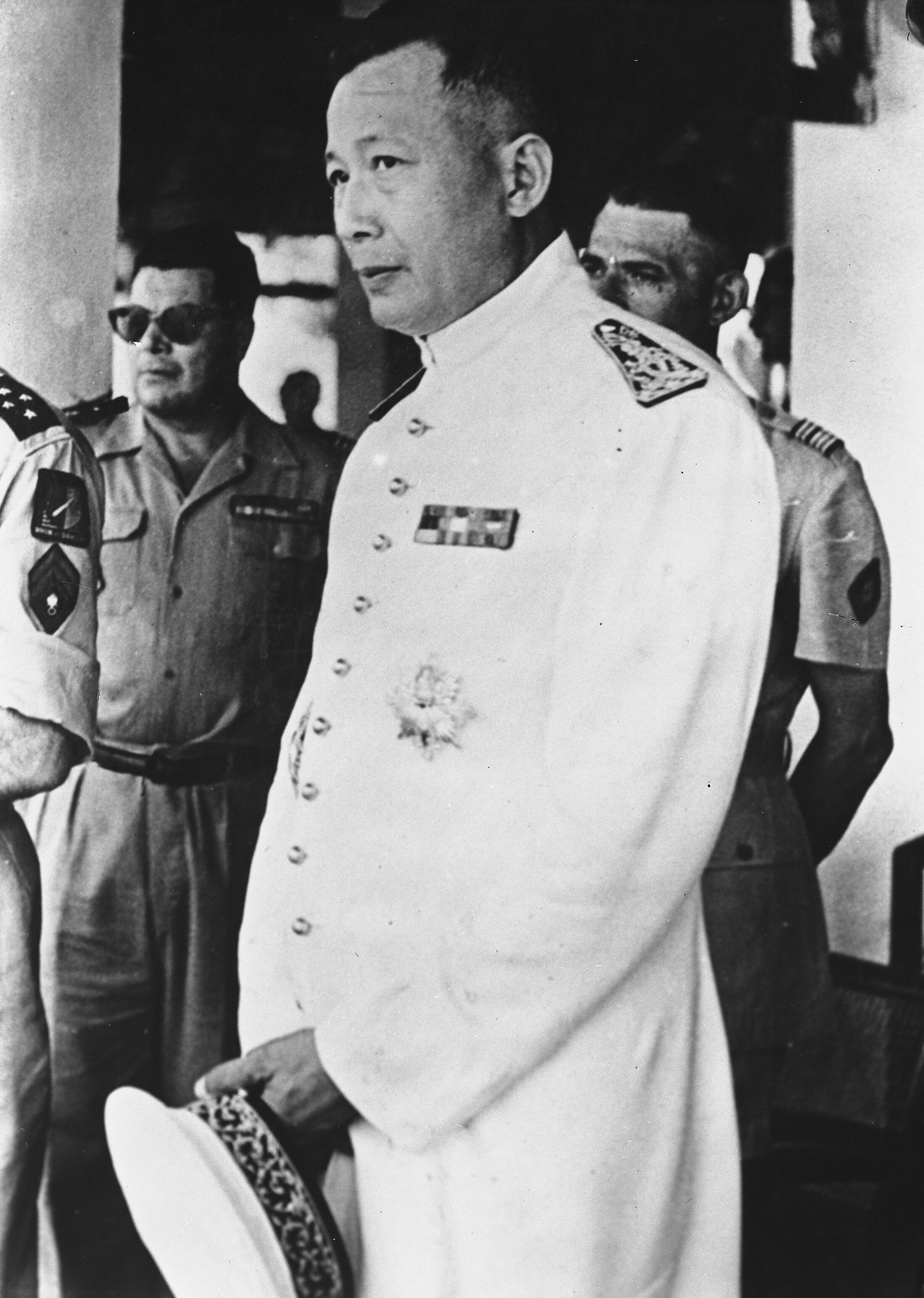
Savang Vatthana el 3 de noviembre de 1959, poco después de su ascensión informal al trono tras la muerte de su padre el 29 de octubre.

En 1951, ejerció como primer ministro, y cuándo su padre se enfermó el 20 de agosto de 1959, fue nombrado regente. 
El 29 de octubre de 1959, ascendió informalmente al trono tras la muerte de su padre. Sin embargo, nunca fue coronado y proclamado oficialmente como rey, difiriendo su coronación hasta el cese de la guerra civil. Durante su reinado, Savang Vatthana visitó varios países en misiones diplomáticas. En marzo de 1963, visitó 13 países, incluyendo los Estados Unidos, donde se detuvo en Washington D. C., para conocer al presidente John F. Kennedy. Fue la segunda parada en una visita a los países que firmaron el Pacto de Ginebra que respaldaba la "neutralidad" del Reino de Laos. La primera parada había sido en Moscú, y los rusos les dieron varios regalos, incluyendo limusinas Chaika. Fue también acompañado por su primer ministro, Souvanna Phouma.
Fue activo en la política laosiana, intentando estabilizar su país después de la inestabilidad política empezada con la Conferencia de Ginebra en julio de 1954, el cual concedió la total independencia a Laos pero no resolvió el asunto de quién gobernaría. El príncipe Souvanna Phouma, un neutralista, operando desde Vientián, demanda ser el primer ministro y ser reconocido por la Unión Soviética; el príncipe Boun Oum de Champassak en el sur, de derecha, proestadounidense, dominó el territorio de Pakse, reconocido como primer ministro por los EE. UU.; y en el extremo norte, el príncipe Souphanouvong dirigió el movimiento de resistencias izquierdista, el Pathet Lao, prestó apoyo a Vietnam del norte, también demandando ser primer ministro con el respaldo de los comunistas. Para evitar la discusión si Souvanna o Boun Oum fuera el legítimo "primer ministro", que ambos lados lo convenciera a través del rey prooccidental Savang Vatthana.
En 1961, gran parte de la Asamblea Nacional ya había votado a favor de Boun Oum y el rey Savang Vatthana dejó Luang Prabang, visitando la capital de dar al nuevo gobierno su bendición. Pero él buscó que los tres Príncipes formarán un gobierno de coalición, el cual pasó en 1962 pero entonces el gobierno de coalición colapsó.
En 1964, una serie de golpes de estado y contra-golpes resultaron en la alineación final del Pathet Lao en un lado con los neutrales y facciones de derecha por el otro. De este punto el Pathet Lao rechazó aceptar cualquier oferta de coalición o elecciones nacionales y la guerra civil de Laos comenzó.

## Abdicación y muerte
El 23 de agosto de 1975, las fuerzas del Pathet Lao ingresaron a Vientían, la última ciudad en ser capturada. El gobierno Phouma fue impotente en los próximos meses. El 2 de diciembre, Vatthana fue forzado a abdicar el trono por el Pathet Lao, aboliendo la monarquía de 600 años, y fue nombrado al cargo de "Asesor supremo al Presidente". Rechazó dejar el país y en 1976 entregó el palacio real al gobierno de Laos, el cual lo convirtió en un museo, y se mudó a una residencia privada cercana donde fue más tarde colocado bajo arresto domiciliario. En marzo de 1977 las autoridades comunistas le arrestaron junto con la reina, el príncipe heredero Vong Savang, al príncipe Sisavang, y sus príncipes hermanos Souphantharangsri y Thongsouk y les envió a la provincia al norte de Viengxai. Fue transportado a Sam Neua y encarcelado en el "Campamento número uno," el cual tenía recluido a numerosos ex-oficiales de alto cargo del gobierno anterior. Durante su tiempo en el campamento, la familia real se le permitió moverse libremente alrededor en sus compuestos durante el día y era a menudo visitado por miembros del politburó y el mismo Sopuhanouvong. Fue el prisionero más viejo en el campamento y cumplió 70 años durante los meses más tempranos de encarcelamiento, mientras que la edad promedio de los prisioneros era alrededor de 55 años.
En 1978, el gobierno informó que Vatthana, la reina Khamphoui, y el príncipe heredero Vong Savang habían fallecido de malaria. Informes más recientes sugieren que el rey murió a mediados de marzo de 1980. Sin embargo, de acuerdo a Kaysone Phomvihane, Vatthana murió en 1984, a la edad de 77 años. Con la muerte de Vatthana y del príncipe heredero, el hijo más joven del rey Sauryavong Savang se convirtió en la cabeza de la familia real laosiana, en calidad de agente para su sobrino, el príncipe heredero Soulivong Savang.

## Descendencia
Los hijos de Savang Vatthana y Khumphoui fueron:
| Nombre            | Nacimiento               | Muerte              | Notas                                  |
| ----------------- | ------------------------ | ------------------- | -------------------------------------- |
| Vong Savang       | 27 de septiembre de 1931 | Enero de 1980       | Casado con Mahneelai                   |
| avivanh Savang    | 1933                     | 4 de enero de 2007  | Casado con Mangkhala Manivong          |
| Thala Savang      | 10 de enero de 1935      | 14 de abril de 2006 | Casado con Sisouphanouvong Sisaleumsak |
| Sisavang Savang   | Diciembre de 1935        | 1978                |                                        |
| Sauryavong Savang | 22 de enero de 1937      | 2 de enero de 2018  |                                        |